# Ротберг, Тынис Юрьевич
Тынис Юрьевич Ротберг (эст. Tõnis Rotberg, 9 сентября 1882 — 24 июля 1953) — эстонский и советский военный деятель, генерал-майор эстонской армии (1928), генерал-майор интендантской службы РККА (1940). Репрессирован; реабилитирован посмертно.

## Биография
Родился в деревне Куде Вильяндинского уезда, из крестьян. Окончил Санкт-Петербургское ремесленное училище.
Служил в Русской императорской армии с 1903 года. В 1906 году окончил Виленское военное училище. Выпущен подпоручиком (приказ от 24.03.1906; старшинство с 22.04.1905) в Финляндский 4-й стрелковый полк, позднее в полку произведён в чины поручика (пр. 10.09.1909; ст. 22.04.1909) и штабс-капитана (пр. 15.10.1913; ст. 22.04.1913). С октября 1912 года учился в Интендантской академии в Санкт-Петербурге, окончил её в 1914 году. Во время первой мировой войны служил в штаб-офицером для поручений при заведывающем интендантской частью штаба и в этапно-хозяйственном отделе штаба 4-й армии. С августа 1916 года состоял в резерве чинов при окружном интендантском управлении Минского военного округа, позже — обер-офицер для поручений в штабе 24-го армейского корпуса. С марта 1917 года — интендант 188-й пехотной дивизии. Последний чин в русской армии — подполковник.
В ноябре 1918 года выехал из Петрограда и добрался до Эстонии. С 1919 года служил в эстонской армии, интендант 1-й стрелковой дивизии. Участвовал в в Эстонской Освободительной войне. В 1919—1938 — начальник управления снабжения армии. Полковник (20.03.1920), генерал-майор эстонской армии (24.02.1928). С сентября 1938 по 1940 год — помощник военного министра Эстонии.
После переворота 21 июня 1940 года, приведшего к присоединению Эстонии к СССР — военный министр. После преобразования эстонской армии и включения её в РККА с сентября 1940 года —— интендант созданного на её основе 22-го территориального эстонского стрелкового корпуса 22-го территориального стрелкового корпуса РККА, генерал-майор интендантской службы (29.12.1940).
Участвовал в Великой Отечественной войне в прежней должности. Корпус вступил в бой на завершающем этапе Прибалтийской стратегической оборонительной операции, при этом сопротивление наступавшим немецким войскам оказал очень слабое, дезертирство эстонского личного состава носило массовый характер. Во время этих событий в июле 1941 года генерал Ротберг попал в плен к немцам у города Порхов. В июле 1942 освобожден из плена под подписку о неучастии в борьбе против германской армии. Проживал в Таллине и на своём хуторе под городом Вильянди.
После занятия Эстонии Советской армией в сентябре 1944 года арестован органами НКВД в Таллине. Обвинялся в участии в боевых действиях против РККА в 1919 году, в сдаче в немецкий плен без сопротивления в 1941 году и в том, что три года жил на оккупированной территории, не принимая никаких мер к выходу в расположение войск Красной Армии. Факт вербовки немецкой разведкой Ротберг отрицал.
19 октября 1951 года был приговорён к 25 годам исправительно-трудовых лагерей. Умер 24 июля 1953 года в Тайшетском лагере. 31 октября 1957 года был реабилитирован посмертно.

## Награды
Награды Эстонии
- Крест Свободы 1-го класса 2-й степени (13 мая 1921)[4]
- Орден Эстонского Красного Креста (1921)
- Орден Орлиного креста 1-го класса (1938) и 2-го класса (1934)

Награды Российской империи
- орден Св. Станислава 3-й степени (ВП 25.05.1915)
- орден Св. Анны 3-й степени (ВП 27.03.1916)
- орден Св. Станислава 2-й степени (ВП 27.03.1916)
- орден Св. Анны 2-й степени (утв. ПАФ 27.05.1917)

Иностранные награды
- Орден Возрождения Польши 4-й степени (20 апреля 1925) (Республика Польша)